# Violetta Kopińska
Violetta Kopińska – polska pedagożka, doktor habilitowana nauk społecznych w zakresie pedagogiki, profesorka Uniwersytetu Mikołaja Kopernika w Toruniu

## Życiorys
W 2007 na podstawie napisanej pod kierunkiem Aleksandra Zandeckiego rozprawy pt. Współczesna młodzież wobec problemu wolności. (Studium socjologiczno-pedagogiczne) uzyskała na Wydziale Studiów Edukacyjnych Uniwersytetu im. Adama Mickiewicza stopień naukowy doktora nauk humanistycznych w dyscyplinie pedagogika specjalność pedagogika. W 2017 na podstawie dorobku naukowego oraz monografii pt. Edukacja obywatelska w szkole. Krytyczna analiza dyskursu podręczników szkolnych otrzymała na Wydziale Nauk Pedagogicznych Uniwersytetu Mikołaja Kopernika w Toruniu stopień naukowy doktor habilitowanej nauk społecznych w dyscyplinie pedagogika.
Została adiunktem w Instytucie Nauk Pedagogicznych Wydziału Filozofii i Nauk Społecznych Uniwersytetu Mikołaja Kopernika w Toruniu, a następnie profesorem tej uczelni. Była wykładowcą w Państwowej Wyższej Szkole Zawodowej we Włocławku.